# ロックスミス・アニメーション
ロックスミス・アニメーション（英: Locksmith Animation）は、サラ・スミスとジュリー・ロックハートが2014年に設立したイギリスのアニメーションスタジオである。イギリスのロンドンに拠点を置き、イギリスで唯一のハイエンドなコンピュータアニメーションスタジオとして、家族向けのコンピュータアニメーション作品を制作している。

## 歴史
本スタジオは、サラ・スミスとジュリー・ロックハートが、エリザベス・マードックの資金援助を受けて2014年に設立した。2014年4月、視覚効果／アニメーションスタジオのDNEGがロックスミスと契約を結び、ロックスミスの映画にコンピュータアニメーションを提供することになった。
2016年5月、ロックスミスはパラマウント・ピクチャーズと制作契約を結び、パラマウントはパラマウント・アニメーションのレーベルで制作されるロックスミスの映画の配給会社として活動している。しかし翌年、パラマウントの会長兼最高経営責任者のブラッド・グレイがジム・ジアノプスに交代したため、パラマウントはロックスミスとの契約を破棄した。
2017年9月、ロックスミスは20世紀スタジオと複数年の制作契約を結び、20世紀アニメーションでロックスミスの作品を配給することになり、ロックスミスは12-18カ月ごとに作品を発表することを目指している。この制作会社のもとで公開される最初の映画は、20世紀スタジオから2021年10月22日に公開される予定の『ロン 僕のポンコツ・ボット』である。2019年10月、ウォルト・ディズニー・カンパニーが20世紀アニメーションを買収する一方で、ロックスミスはワーナー・ブラザースと新たに複数年の制作契約を結び、『ロン 僕のポンコツ・ボット』の公開後は、今後のロックスミス作品をワーナー・アニメーション・グループのレーベルで配給することになったが、今後は20世紀スタジオが配給する唯一のロックスミス作品となる。
2021年6月には、イルミネーションの元最高執行責任者であるナタリー・フィッシャーが最高経営責任者に就任することが発表され、ロックスミスの共同創業者であるサラ・スミスが、自身の創作活動のために会社を去った。また、ロックスミスは現在、映画監督リチャード・カーティスの児童書シリーズをベースにした映画『That Christmas』の製作と、オリジナルのミュージカル・コメディ映画の開発を進めていることも発表された。

## 作品

### 長編作品
| # | タイトル 邦題／原題                        | 公開日         | 共同制作                            | 配給会社                                                 | アニメーションサービス | 脚注         |
| - | ------------------------------------------ | -------------- | ----------------------------------- | -------------------------------------------------------- | ---------------------- | ------------ |
| 1 | ロン 僕のポンコツ・ボット Ron's Gone Wrong | 2021年10月22日 | 20世紀スタジオ 20世紀アニメーション | ウォルト・ディズニー・スタジオ・モーション・ピクチャーズ | DNEG                   | [ 9 ] [ 10 ] |
| 2 | That Christmas                             | TBA            | ワーナー・アニメーション・グループ  | ワーナー・ブラザース・ピクチャーズ                       | DNEG                   | [ 11 ]       |